# In Italia
In Italia è un singolo del rapper italiano Fabri Fibra, pubblicato il 14 aprile 2008 come unico estratto dalla riedizione del quarto album in studio Bugiardo.

## Descrizione
Prodotto da Big Fish, il brano mette in evidenza molti problemi dell'Italia contemporanea tra i quali l'elevato tasso di criminalità, la malasanità diffusa, la disoccupazione, il precariato, la corruzione generale e i molti inganni nei quali è costretto a vivere il Paese. Il brano vede la presenza di una citazione dello scrittore Roberto Saviano tratta da un'intervista rilasciata a Enzo Biagi.
In occasione della ripubblicazione dell'album, il brano è stato pubblicato come singolo in una nuova versione che ha visto la partecipazione vocale di Gianna Nannini, che canta il ritornello.

## Video musicale
Il video, diretto da Cosimo Alemà e girato completamente in bianco e nero, comincia con Fabri Fibra sul lettino di una psicologa, interpretata da Ambra Angiolini. Fibra chiede alla psicologa se può raccontarle un sogno ricorrente, dopo di che comincia la canzone vera e propria. A questo punto le scene si spostano in ambienti esterni e metropolitani (tra cui il Cimitero del Verano a Roma), in cui compare anche Gianna Nannini. Il video si conclude nuovamente nello studio della psicologa, però con i ruoli di medico e paziente invertiti, e quindi Ambra sdraiata sul lettino.
Inizialmente era previsto un cameo del sopracitato Saviano, il quale tuttavia non ha preso parte alla registrazione per il protocollo di protezione che dal 13 ottobre 2006 prevede che viva sotto scorta dopo le minacce di morte del 2006 da parte dei cartelli camorristici del clan dei Casalesi.

## Classifiche

### Classifiche settimanali
| Classifica (2008) | Posizione massima |
| ----------------- | ----------------- |
| Italia            | 5                 |

### Classifiche di fine anno
| Classifica (2008) | Posizione |
| ----------------- | --------- |
| Italia            | 22        |

## In Italia 2024
In Italia 2024 è un singolo del rapper italiano Fabri Fibra, pubblicato il 23 febbraio 2024.
La nuova versione ha visto la partecipazione vocale del rapper italiano Baby Gang e della cantante italiana Emma.

### Descrizione
Il brano vede un rimaneggiamento di In Italia sia dal punto di vista del testo che della produzione, affidata nuovamente a Big Fish. Nel brano sono stati inseriti nuovi riferimenti di cronaca e culturali avvenuti in Italia dal 2008 tra cui la disinformazione dei telegiornali italiani, gli hater sui social network, l'omicidio di Stefano Cucchi, il razzismo in Italia e l'associazione al neofascismo del Governo Meloni e Fratelli d'Italia.
Riguardo alla decisione di incidere nuovamente il brano, lo stesso Fabri Fibra ha spiegato che In Italia «è la dimostrazione di come una canzone, a distanza di 17 anni dalla sua pubblicazione, può avere ancora qualcosa da dire tanto da riuscire a farsi strada da sola e far sentire a tutti la necessità di rinascere in una nuova versione, con nuove voci e nuove rime».

### Video musicale
Il video, diretto come nella precedente versione da Cosimo Alemà, è stato reso disponibile il 26 febbraio 2024 sul canale YouTube del rapper. Le riprese si sono tenute presso il cimitero monumentale di Busto Arsizio, riprendendo in particolare le opere dell'architettura brutalista dell'architetto Luigi Ciapparella e Richino Castiglioni.

### Tracce
Testi di Fabrizio Tarducci e Zaccaria Mouhib, musiche di Massimiliano Dagani, Luca Porzio e Enrico Caruso.
1. In Italia 2024 (feat. Emma e Baby Gang) – 4:05

### Classifiche
| Classifica (2024) | Posizione massima |
| ----------------- | ----------------- |
| Italia            | 16                |

## Cover
Nell'ottobre 2008 il rapper Vincenzo da Via Anfossi ha realizzato una cover con la collaborazione dello stesso Fabri Fibra, dal titolo In Calabria.